# Ny2 Lupi
Ny2 Lupi (ν2 Lupi, förkortad Ny2 Lup, ν2 Lup), som är stjärnans Bayer-beteckning, är en ensam stjärna i sydöstra delen av stjärnbilden Vargen. Den har en magnitud av 5,78 och är svagt synlig för blotta ögat där ljusföroreningar ej förekommer. Baserat på parallaxmätning inom Hipparcosuppdraget på ca 67,5 mas, beräknas den befinna sig på ett avstånd av ca 48 ljusår (15 parsek) från solen. 

## Egenskaper
Ny2 Lupi är en gul till vit stjärna i huvudserien av spektralklass G2 V. Den har en massa som är ca 0,9 gånger solens massa, en radie som är ca 1,0 gånger solens radie och avger ca 1,0 gånger mer energi än solen från dess fotosfär vid en effektiv temperatur på ca 5 700 K. Stjärnan har fysiskaliska egenskaper som liknar solens, men är betydligt äldre.
Med över 1,6 bågsekunder per år har Ny2 Lupi en särskilt stor egenrörelse, vilket betyder att den ligger i solens närhet. Den mycket exakta Hipparcos-parallaxen på 67,51 ± 0,39 mas ger ett avstånd på 48,3 ± 0,3 ljusår, vilket gör stjärnan till en av de till solen närmaste stjärnorna i huvudserien av spektraltyp G. Något överraskande har Ny2 Lupi också en stor radiell hastighet på 68,7 km/s. När denna kombineras med stjärnans stora egenrörelse, blir det uppenbart att stjärnan rör sig mycket snabbare genom Vintergatan än solen. Detta tyder på att stjärnan ingår i en grupp av äldre, mer rörliga stjärnor, vilket bekräftas av dess position på Toomrediagrammet som visar kinematik av en stjärna i den tjockare delen av galaxen.

## Planetsystem
Den 12 september 2011 tillkännagavs tre planeter med låg massa efter analys av data från HARPS-spektrografen. Dessa tre planeter ingår bland omkring sju dussin planeter upptäckta i september 2011.
Med en minsta massa på ca 5 jordmassor fyller den innersta planeten definitionen för Superjordar. De två yttre planeterna ligger över den allmänt accepterade övre gränsen mellan Superjordar och Neptuner vid 10 jordmassor, varför de antingen kan vara övervägande steniga eller gasformiga. Alla tre planeterna cirkulerar inom 0,5 AE och är sannolikt för heta för att behålla flytande vatten.
Den senaste publicerade observationen av stjärnan för stoftskiva gjordes 2006 med Spitzerteleskopet, för sökning efter överskott av infraröd strålning, vilken skulle tyda på spridning av stjärnans ljus genom stoft eller planetesimaler. Något sådant upptäcktes emellertid inte.
| Planet | Massa (M⊕     | Halv storaxel   | Period (dygn)   | Excentricitet |
| ------ | ------------- | --------------- | --------------- | ------------- |
| b      | ≥5.28 ± 0.62  | 0.0933 ± 0.0015 | 11.577 ± 0.0056 | 0.18 ± 0.14   |
| c      | ≥11.38 ± 0.10 | 0.1665 ± 0.0028 | 27.582 ± 0.0225 | 0.16 ± 0.07   |
| d      | ≥9.59 ± 1.86  | 0.411 ± 0.0073  | 106.72 ± 1.0284 | 0.43 ± 0.24   |